# فاتن النقيب
فاتن النقيب هي محامية، وناشطة حقوقية كويتية، ومالكة لشركة مكتب النقيب وشركاه للمحاماة المحلية والدولية. كما أنها مسجلة باحثة دولية في البنك الدولي، وخبير قانوني أمام غرفة التجارة الدولية. وقع عليها الاختيار عام 2013، لتكون ضمن أقوى 100 امرأة في العالم العربي؛ إذ حصلت على المركز الـ 94 عربيًا والمركز الـ 11 محليًا. تهتم النقيب جدًا بحقوق المرأة والطفل والعنف ضدهما، وعملت مع أكثر من عضو في مجلس الأمة لاستصدار قانون يجرم العنف ضدهما، لكنه لم يبصر النور.
النقيب تمثل عضوًا بمجلس إدارة مجموعة أسيكو ويمكن اعتبارها مثالاً على تبوأ المرأة الكويتية للمناصب القيادية منذ وقت طويل. وهي باحثة مسجلة في البنك الدولي ترأست الفريق القانوني للمطالبات الحكومية لدولة الكويت من جراء الغزو العراقي سابقًا. تهتم فاتن النقيب بدعم المرأة وتمكينها من خلال التوعية بحقوق المرأة العربية حتى تتمكن من المطالبة بها وتعزيز دورها ومشاركتها في مؤسسات المجتمع المدني نظراً لأهمية دور المرأة في ظل العولمة والانفتاح الذي يشهده العالم، وتدعو إلى التساوي بين الرجل والمرأة في الحقوق حتى تستطيع أن تؤدى دورها كاملاً في المجتمع حيث أثبتت المرأة العربية قدرتها على تبوء أعلى المناصب وقدرتها على القيادة واتخاذ القرارات.

## النشأة والتعليم

شعار جامعة الكويت، حيث درست فاتن الحقوق

وُلدت فاتن النقيب في الكويت، لأم درست الحقوق، لكنها عارضت فاتن عندما قررت دراسة الحقوق، لأنها مهنة شاقة. لكن كون جد جدها خريجًا للحقوق، وجدها أيضًا أحد خريجي الحقوق بجامعة أوكسفورد؛ فقد أثر ذلك كثيرًا بالتالي في قرار التحاق النقيب بمهنة المحاماة.
تخرجت فاتن النقيب في جامعة الكويت عام 1987، حاصلةً على ماجستير في القانون الدولي الخاص، ودبلوم تخصص عقود.
يتركز نشاطها المهني في التجارة والعقود والصفقات والشركات والاستثمارات.

## محامية ناجحة
ترى النقيب أن مقومات المحامي الناجح كثيرة منها: «الصبر، الصدق، الأمانة، القوة، الإقناع، القدرة على التحليل، اتخاذ القرار المناسب، سرعة البديهة، الذكاء وحُسن التصرف».

## قائمة أقوى 100 امرأة عربية
تضمنت قائمة أقوى 100 سيدة عربية لعام 2014 الصادر عن مجلة «أرابيان بزنس» تسع سيدات كويتيات، من بينهم ابتسام النقيب التي وقع عليها الاختيار عام 2013، لتكون ضمن أقوى 100 امرأة في العالم؛ إذ حصلت على المركز الـ 94 عربيا والمركز الـ 11 محليا.

## رؤية حول قانون هيئة أسواق المال
ترى سيدة الأعمال المحامية فاتن النقيب إن قانون هيئة أسواق المال ولائحته التنفيذية ما زالا حتى الآن قيد مراحل التطبيق الأولى وان التعليمات والقرارات الصادرة عن وزارة التجارة وسوق الكويت للأوراق ما زالت مطبقة مما أدى إلى وجود ازدواجية واختلاف في بعض الإجراءات والتعليمات بين الهيئات الرقابية مما نتج عنه خلل لدى الشركات في آلية التطبيق الصحيح لتلك الإجراءات والتعليمات. وأضافت النقيب في لقاء خاص مع القبس إن هذه الازدواجية نتج عنها التأخر والبطء في استكمال تلك الإجراءات بشكل فعال وسريع، خاصة وإن عامل الوقت يعد من أهم العوامل المؤثرة لدى الشركات المساهمة والمتداولة في سوق الأوراق المالية، فقد أدى ذلك إلى وجود بعض الضرر لدى تلك الشركات والمتداولين مما يؤثر سلباً في المناخ الاقتصادي المحلي وعزوف المستثمر الأجنبي عن السوق الكويتي. وأشارت إلى أنه مع البدء في تطبيق قانون هيئة أسواق المال واللائحة التنفيذية فقد شكل ذلك خللاً في آلية التطبيق لدى الشركات، حيث أنه بدا التباين واضحاً فيما يخص تعليمات الجهات الرقابية وهيئة سوق المال ووزارة التجارة وإدارة البورصة، وبالتالي فإن الشركات المساهمة تشعر بالحاجة الماسة لمعرفة الجهة الرقابية المباشرة والتعليمات الصادرة منها وذلك تلافياً لأي أخطاء غير متعمدة أو عدم تطبيق الاجراءات المتبعة أو تحسبًا لأي تكرار غير مجد لتطبيق تلك الإجراءات والتعليمات مما يؤدي إلى عرقلة وتأخير تطبيقها وهو الأمر الذي يؤثر في عملها. وأكدت النقيب ان هناك الكثير من القوانين التي يجب أن تعدل لكي تنسجم مع قانون سوق المال منعا للتضارب والازدواجية، علمًا بأن صدور قانون جديد مثل قانون السوق ينظم سوق المال ويمارس حوكمة الشركات كما هو موجود في دول العالم المتقدمة. وتضيف بأن هذا يعتبر خطوة هامة على صعيد الاقتصاد الكويتي ويتواءم مع متطلبات السوق العالمية ويحقق رغبات أمير الكويت الشيخ صباح الأحمد في تحويل الكويت إلى مركز مالي وتجاري مرموق في المنطقة في المستقبل القريب.

شعار غرفة التجارة الدولية

## الحياة الشخصية
النقيب أم لثلاث بنات. جريدتها المفضلة هي جريدة القبس الكويتية، كما أنها تطالع الصفحات الاقتصادية؛ لأنها جزء من عملها وتخصصها. وعن شكلها الخارجي تقول: «لم أعتمد يوما على شكلي.. وجواز مروري هو عقلي وكفاءتي ومنطقي والكاريزما التي أتمتع بها»، كما أنها «أميل إلى البساطة».
تقضي النقيب إجازتها في مكان ما على البحر، كما أنها تستمتع بركوب الخيل، القراءة والكتابة.

## مقولات
- «علمتني الحياة الصبر والنضج في معالجة المشاكل وعدم التعامل معها كأنها دراما بل بتبسيط الأمور ومن ثم تجد العلاج لها».[1]